# Andorinhão-real
O andorinhão-real (Tachymarptis melba) é uma ave pertencente à ordem Apodiformes. É o maior dos andorinhões europeus, identificando-se facilmente pelo seu ventre branco.

## Portugal

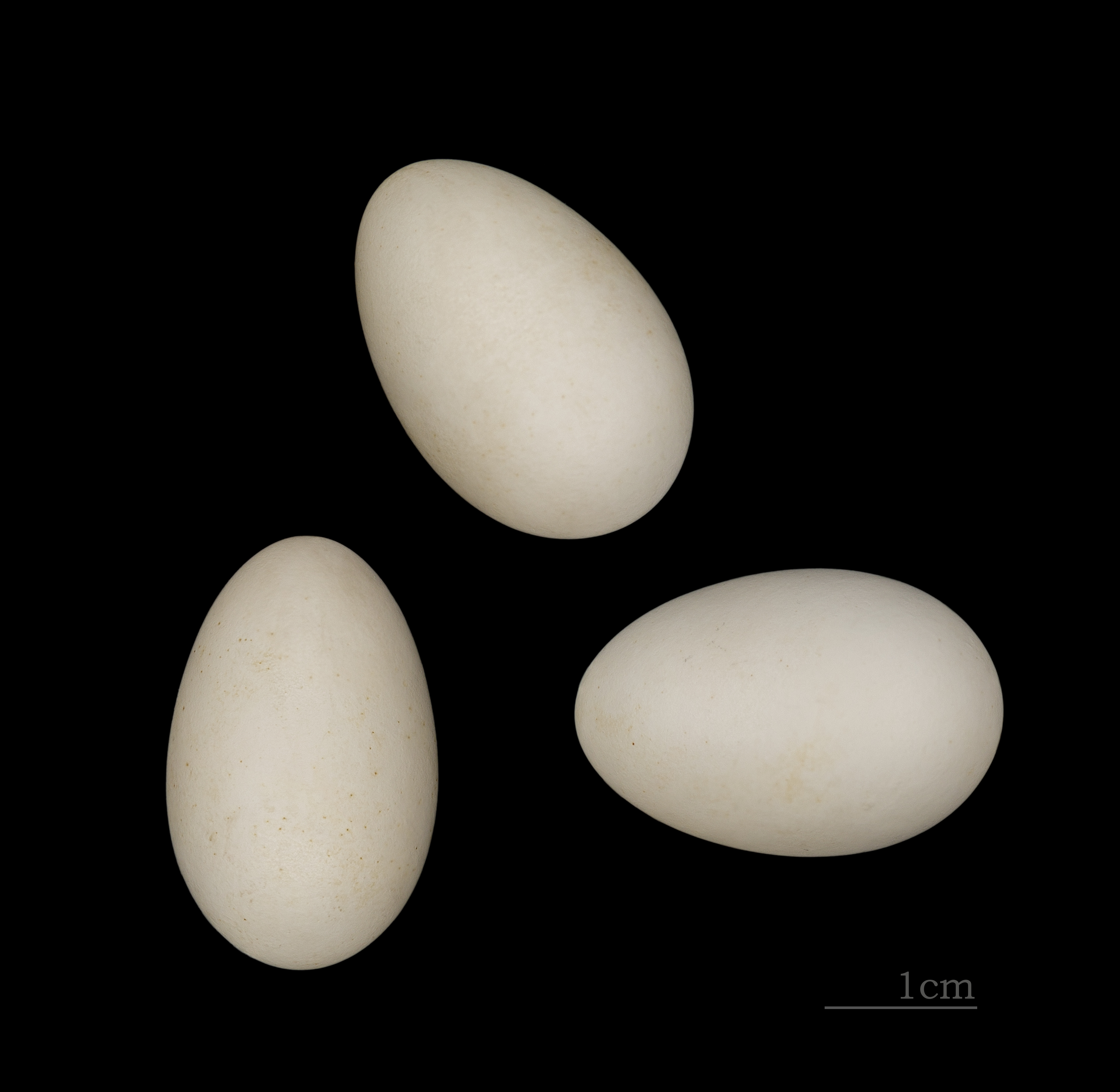
Tachymarptis melba MHNT

Em Portugal é uma espécie estival que está presente de Março a Setembro. Ocorre sobretudo nas imediações de zonas rochosas, onde nidifica.